# Projekt Plava knjiga
Projekt Plava knjiga (eng. Project Blue Book), američki znanstveni projekt koji se bavio sustavnim istraživanjem fenomena NLO-a po nalogu Američkog ratnog zrakoplovstva. Naslijedio je prethodna dva vladina projekta, Projekt Sign iz 1947. i Projekt Grudge s kraja 1948. godine.
Istraživački program imao je dva cilja: utvrditi predstavljaju li NLO-i prijetnju nacionalnoj sigurnosti, i analizirati izvješća povezana s viđenjima NLO-a. Projekt je započeo 1952., a prekinut je 1969. godine nakon Condonovog izvješća.

## Povijest projekta
Vladin istraživački program poznat pod nazivom Projekt Plava knjiga nadovezao se na prethodna dva projekta koja je organizirala vlada SAD-a kako bi istražila potencijalnu prijetnju državnoj sigurnosti od strane NLO-a. Prvi projekt koji je započeo pod vodstvom generala Twining i uz suradnju civilnog savjetnika dr. Josefa Allen Hyneka, prekinut je negdje između prosinca 1948. i veljače 1949. godine kada je vlada pokrenula Projekt gunđanje (Project Grundge). Novim projektom je upravljao satnik Edward Ruppelt, a jedan od sudionika opet je bio Hynek.
Nezadovoljna njihovim radom, vlada je krajem 1949. godine prekinula projekt. Satnik Ruppelt je tada pozvan da pokrene novi projekt i dodijeljeno mu je dodatno osoblje i nova financijska sredstva. U travnju 1952. projekt je dobio novo ime: Plava knjiga.
Ruppelt je osigurao pomoć dr. Hyneka, savjetnika zrakoplovstva za astronomiju, rasporedio je vojne radare dijem SAD-a, nabavio je napredne kamere koje omogućuju snimanje boje spektra nekog objekta, kako bi se lakše moglo usporediti radi li se o zrakoplovu, zvijezdi ili meteoru, i dao ih je postaviti u zemaljske postaje i u zrakoplove. Također, odbacio je frazu leteći tanjur i popularizirao izraz neidentificirani leteći objekt (NLO).
Krajem 1952. porastao je broj viđenja NLO-a što je zabrinulo administraciju predsjednika Trumana, Pentagon i CIA-u. U siječnju 1953. organiziran je Znanstveni savjetodavni forum o NLO-ima, poznat kao Robertson Panel.
Godine 1954., Ruppelt je smijenjen, a rukovodstvo nad projektom preuzeo je satnik Charles Hardin, koji je odbacivao mogućnost postojanja NLO-a. Dvije godine kasnije šef projekta postaje satnik George T. Gregory koji je nastavio anti-NLO politiku. Godine 1958. šef projekta postao je bojnik Robert J. Friend. Smijenio ga je bojnik Quintanilla 1963. godine.
Dana 9. siječnja 1969. dr. Condon sastavio je tzv. Condonovo izvješće u kojem predlaže obustavu rada na istraživanju NLO fenomena smatrajući kako za to ne postoji nikakvo znanstveno utemeljenje. Na osnovu zaključka tog izvješća vlasti su 17. prosinca 1969. službeno ukinuli Projekt.

## Rezultati Projekta Plava knjiga
U razdoblju od 1947. do 17. prosinca 1969. godine Ratno zrakoplovstvo SAD-a aktivno je proučavalo izvješća o susretima s nepoznatim letećim objektima. Projekt je obuhvatio istraživanje 12.618 NLO susreta od čega je 701 slučaj ostao neidentificiran. Postojali su mnogi propusti u istraživanju, jer su korištene slabe istraživačke metode, a istraživači su bili neprofesionalni i neznanstveni. Konačni rezultati Projekta Plava knjiga bili su:
- Nikada nijedan NLO o kojem je Zrakoplovstvo izvjestilo, kojeg je istraživalo ili procjenjivalo nije predstavljao prijetnju državnoj sigurnosti;
- Nema neobjašnjivih objekata koji bi od Službe zrakoplovstva dobili oznaku neprepoznatljivo, jer se uvijek radilo o nekoj naprednoj tehnologiji;
- Nema dokaza da su kategorizirane kao neprepoznatljivi bile izvanzemaljske letjelice.

Nadalje, izvješće Projekta Plava knjiga ustvrđuje da su viđenja NLO-a spojevi posljedica:
- Blagi oblik masovne histerije;
- Pojedinci koji stvaraju takve izvještaje traže publicitet ili izvode obmane;
- Djelovanje nekih psihopatološki poremećenih osoba;
- Zabunom su zamijenjeni s nekim naprednim letjelicama.